# CR118 (Luxemburg)
De CR118 (Chemin Repris 118) is een verkeersroute in Luxemburg tussen Berschbach (N7/CR123) en Lauterborn (N11 E29). De route heeft een lengte van ongeveer 26 kilometer.

## Routeverloop
De route begint in de plaats Berschbach, vlak bij de plaats Mersch. De route gaat naar het oosten toe richting Angelsberg door een dal met direct naast de weg steile rotswanden. Hierbij stijgt de weg meer dan 100 meter in hoogte met een gemiddelde stijgingspercentage van 5%. Vanaf Angelsberg tot aan de kruising met de CR346 gaat de route door open velden. Hierna gaat de route door bosachtiggebied en daalt geleidelijk weer om uit te komen in Larochette. Nadat de route door het bebouwde gebied van Larochette heen gegaan is, gaat de route richting Christnach en Consdorf. Waarbij het gebied naar Christnach redelijk open is, gaat het gedeelte naar Consdorf door bosgebied heen met lichte stijgingen en dalingen en op meerdere plekken steile rotswanden direct naast de weg. Na Consdorf bestaat in eerste instantie de omgeving uit open velden, maar wordt wederom gevolgd door bossen. De route eindigt bij Lauterborn op de N11 E29.

## N8
Tot 1995 was de CR118 korter. Het gedeelte tussen Berschbach en Larochette (N14) behoorde tot 1995 tot de N8. Bij de herindelingen van het wegennet in Luxemburg is dit gedeelte voor de N8 komen te vervallen en kreeg de CR118 dit erbij. De kilometerbenummering van de CR118 begint sinds 1995 dan ook in Berschbach, hoewel er nog kilometerstenen langs de route liggen waarbij de benummering vanaf Larochette beginnen.

## Plaatsen langs de CR118
- Berschbach
- Angelsberg
- Larochette
- Christnach
- Consdorf
- Scheidgen
- Lauterborn

CR101 ·
CR102 ·
CR103 ·
CR104 ·
CR105 ·
CR106 ·
CR107 ·
CR108 ·
CR109 ·
CR110 ·
CR111 ·
CR112 ·
CR113 ·
CR114 ·
CR115 ·
CR116 ·
CR117 ·
CR118 ·
CR119 ·
CR120 ·
CR121 ·
CR122 ·
CR123 ·
CR124 ·
CR125 ·
CR126 ·
CR127 ·
CR128 ·
CR129 ·
CR130 ·
CR131 ·
CR132 ·
CR133 ·
CR134 ·
CR135 ·
CR136 ·
CR137 ·
CR138 ·
CR139 ·
CR140 ·
CR141 ·
CR142 ·
CR143 ·
CR144 ·
CR145 ·
CR146 ·
CR147 ·
CR148 ·
CR149 ·
CR150 ·
CR151 ·
CR152 ·
CR153 ·
CR154 ·
CR155 ·
CR156 ·
CR157 ·
CR158 ·
CR159 ·
CR160 ·
CR161 ·
CR162 ·
CR163 ·
CR164 ·
CR165 ·
CR166 ·
CR167 ·
CR168 ·
CR169 ·
CR170 ·
CR171 ·
CR172 ·
CR173 ·
CR174 ·
CR175 ·
CR176 ·
CR177 ·
CR178 ·
CR179 ·
CR180 ·
CR181 ·
CR182 ·
CR183 ·
CR184 ·
CR185 ·
CR186 ·
CR187 ·
CR188 ·
CR189 ·
CR190
CR200 ·
CR201 ·
CR202 ·
CR203 ·
CR204 ·
CR205 ·
CR206 ·
CR207 ·
CR208 ·
CR210 ·
CR211 ·
CR212 ·
CR213 ·
CR215 ·
CR216 ·
CR217 ·
CR218 ·
CR219 ·
CR220 ·
CR221 ·
CR222 ·
CR223 ·
CR224 ·
CR225 ·
CR226 ·
CR227 ·
CR228 ·
CR229 ·
CR230 ·
CR231 ·
CR232 ·
CR233 ·
CR234
CR301 ·
CR302 ·
CR303 ·
CR304 ·
CR305 ·
CR306 ·
CR307 ·
CR308 ·
CR309 ·
CR310 ·
CR311 ·
CR312 ·
CR313 ·
CR314 ·
CR315 ·
CR316 ·
CR317 ·
CR318 ·
CR319 ·
CR320 ·
CR321 ·
CR322 ·
CR323 ·
CR324 ·
CR325 ·
CR326 ·
CR327 ·
CR328 ·
CR329 ·
CR330 ·
CR331 ·
CR332 ·
CR333 ·
CR334 ·
CR335 ·
CR336 ·
CR337 ·
CR338 ·
CR339 ·
CR340 ·
CR341 ·
CR342 ·
CR343 ·
CR344 ·
CR345 ·
CR346 ·
CR347 ·
CR348 ·
CR349 ·
CR350 ·
CR351 ·
CR352 ·
CR353 ·
CR354 ·
CR355 ·
CR356 ·
CR357 ·
CR358 ·
CR359 ·
CR360 ·
CR361 ·
CR362 ·
CR364 ·
CR365 ·
CR366 ·
CR367 ·
CR368 ·
CR369 ·
CR370 ·
CR371 ·
CR372 ·
CR373 ·
CR374 ·
CR375 ·
CR376 ·
CR377 ·
CR378 ·
CR379
Routes die cursief vermeld staan, zijn voormalige routes.